# 트래비스 토프
트래비스 토프(Travis Tope, 1991년 ~ )는 미국의 배우이다.

## 출연 작품
- 리틀 액시던트 - JT 도일 역
- 멘, 우먼 & 칠드런 - 크리스 터비 역
- 더 타운 댓 드레디드 선다운 - 닉 역
- 이지 (단편 영화)
- 인디펜던스 데이: 리써전스
- 바이러스 - 에반 클라인 역
- 세이 유 윌